# Remigiusz Surgiewicz
Remigiusz Surgiewicz (ur. 7 kwietnia 1931, zm. 19 lipca 2007) – polski dziennikarz wojskowy, pułkownik WP, wieloletni redaktor naczelny Przeglądu Wojsk Lądowych.

## Życiorys
Urodził się na warszawskiej Pradze w rodzinie kolejarskiej. W czasie okupacji związał się z praskimi Szarymi Szeregami. Po wojnie został przyjęty do kompanii małoletnich żołnierzy, a następnie do Korpusu Kadetów KBW w Legnicy. Po ukończeniu Oficerskiej Szkoły Politycznej w Łodzi został skierowany do Pułku Artyleryjskiego Rozpoznania Pomiarowego w Orzyszu. W 1950 roku rozpoczął pracę dziennikarza wojskowego w gazecie Pomorskiego Okręgu Wojskowego Żołnierska Służba, a następnie w gazecie Warszawskiego Okręgu Wojskowego Za Polskę Ludową (1951-1953). W 1953 roku rozpoczął studia w Wojskowej Akademii Politycznej, którą ukończył w 1956 r. Następnie do 1965 roku współredagował gazetę Akademii Sztabu Generalnego WP Śladem Waltera. W 1961 r. ukończył studia na Wydziale Dziennikarstwa Uniwersytetu Warszawskiego broniąc pracę magisterską pod tytułem Prasa frontowa LWP 1943-1945, napisaną pod kierunkiem dziekana wydziału prof. Zygmunta Młynarskiego. W latach 1968–1972 był zastępcą redaktora naczelnego Żołnierza Polskiego. Wydał między innymi Zarys historii Akademii Sztabu Generalnego w latach 1947-1962, napisał powieść biograficzną o Aleksandrze Kowalskim Olek (1974) i opracowanie Dedykuję kadetom(1986). W 1973 roku rozpoczął kierowanie Oddziałem Wydawnictw Inspektoratu Szkolenia MON, a następnie Głównego Zarządu Szkolenia Bojowego WP, został jednocześnie redaktorem naczelnym Przeglądu Wojsk Lądowych oraz Kalendarza Wojskowego. Miesięcznik pod jego kierownictwem został wyróżniony medalem Za Osiągnięcia w Służbie Wojskowej, Medalem Komisji Edukacji Narodowej i Złotym Krzyżem Zasługi. Po 17 latach działalności w Redakcji PWL przeszedł w 1990 roku w stan spoczynku.
W 1999 r. opublikował w WPL swoje wspomnienia z czasów kierowania redakcją. Był członkiem Koła „Dziennikarzy i Wydawców” Związku Byłych Żołnierzy Zawodowych w Warszawie. Jego sylwetka znalazła się w Leksykonie polskiego dziennikarstwa.

## Wybrane odznaczenia
- Krzyż Oficerski Orderu Odrodzenia Polski
- Krzyż Kawalerski Orderu Odrodzenia Polski
- Medal Komisji Edukacji Narodowej
- Krzyż „Za Zasługi dla ZHP”
- Odznaka „Zasłużony Działacz Kultury”

## Publikacje
- Dedykuję kadetom, Wydawnictwo Ministerstwa Obrony Narodowej, Warszawa 1986
- Olek: opowieść biograficzna o Aleksandrze Kowalskim, Wydawnictwo Ministerstwa Obrony Narodowej, Warszawa 1981
- Wkład Polaków w zwycięstwo Wielkiej Socjalistycznej Rewolucji Październikowej /w/ Przegląd Wojsk Lądowych 1977, R. 19, nr 10, str. 14—21
- W rocznicę zwycięstwa, Wydawnictwo Ministerstwa Obrony Narodowej, Warszawa 1986
- Z dziejów prasy frontowej LWP /w/ Wojskowy Przegląd Historyczny nr 1/1963
- Zarys historii ASG im. gen. broni K. Świerczewskiego w latach 1947—1962 /w/ Wojskowy Przegląd Historyczny nr 3/1966